# Michel Janvier
Michel Janvier, né le 2 janvier 1954 à Meaux, est un illustrateur, dessinateur, coloriste, lettreur de bande dessinée et photographe français.

## Biographie

### Débuts d'illustrateur (années 1977 - 1980)
Michel Janvier débute comme illustrateur professionnel de style réaliste en 1977 (Les Guides Verts Michelin, Encyclopédies et dictionnaires Larousse, Sélection du Reader's Digest, Nathan, Hachette et Hatier…). Il aborde ensuite l’illustration pour enfants avec les Éditions des Deux Coqs d’Or (reprises de Maya l'abeille, Tom et Jerry, Daffy Duck, et diverses séries issues des Studios Disney, Warner Bros. ou MGM).

### Débuts dans la bande dessinée (années 1980-1990)
En 1984, sur les conseils de Jean-Michel Charlier et Claude Moliterni, il se lance dans la bande dessinée en dessinant sous la direction de Morris 544 gags destinés à la presse, sur des scénarios de Xavier Fauche et Jean Léturgie mettant en scène le personnage de Rantanplan,. Morris lui confie en 1986 le dessin de quatre histoires courtes de Lucky Luke, dans l'album intitulé Le Ranch maudit,. Avec Xavier Fauche et Jean Léturgie ils réalisent neuf des onze premiers tomes de la série Rantanplan, publiés entre 1987 et 1997. Ce sont le dessinateur Vittorio Leonardo et le scénariste Bob de Groot qui réalisent les sept albums suivants de la série.
À partir de 1989, il officie comme lettreur sur un certain nombre d'albums d'Astérix réalisés par Albert Uderzo. Il tient ce poste jusqu'au dernier album d'Uderzo en 2005.
Michel Janvier collabore parallèlement à d'autres projets : en 1994 et 1995, il réalise avec Jean Léturgie des mini-bandes dessinées publicitaires mettant en scène le « Prince de Lu » et, pour Xavier Fauche, il dessine "La certification ? Oui, mais…"
En 1998, il réalise L’histoire de la porcelaine en BD. Dans la même période, il collabore à divers collectifs chez Soleil et Pictoris Studio (Uderzo croqué par ses amis, La Bande à Julien Clerc, Bikers, Chirac dans tous ses états, Le Père Noël dans tous ses états).
Il crée et auto-édite en 1999 sa propre série Rob, Wed & C° (trois albums), qui devient Les Musicos (quatre tomes depuis 2004) chez Bamboo Édition. Ces gags mettant en scène des enfants hard-rockers furent publiés en Chine, Égypte, Grèce et Turquie. Le tome 3, À la bonne vautre !, avec Erroc et Henri Jenfèvre au scénario, et Frédérique Avril, aux couleurs, publié en septembre 2002, est nommé pour l'Alph-Art jeunesse 9-12 ans au festival d'Angoulême 2003. Les personnages des Musicos deviennent simultanément héros de plaquettes bimestrielles conjointement éditées par la SNCF et la région Limousin pour la promotion des TER.
En 2001, il participe au collectif Paroles de taule chez Delcourt. Avec Frédérique Avril, Jean-Claude Morchoisne et Michel Rodrigue, il partage la réalisation du collectif Horoscomics en 2002.

### Années 2000
En 2006 paraît son premier album de bande dessinée réaliste historique chez Glénat, avec la reprise de Docteur Monge, sur un scénario de Daniel Bardet, en succédant à Éric Chabbert au dessin.
Il adapte en bande dessinée, toujours avec ce même scénariste, le roman Madame Bovary (2008) chez Adonis. La même année, il participe aux albums collectifs L’Homme-miroir chez Module Étrange (avril 2008) et Belmondo s’affiche (fin 2008) au Lombard.
En juin 2008 sort la quatrième et dernier tome de sa série Les Musicos pour lequel ses scénaristes habituels reçoivent le concours de Christophe Cazenove, Jean-Luc Garréra et Hervé Richez. Les couleurs sont de Magali Poli-Rivière.
En 2008, il réalise les couvertures des tomes 17 à 20 de Rantanplan, bêtisiers inédits publiés par Lucky Comics jusqu'en 2011, regroupant les gags qu'il avait dessinés pendant les années 1980, jusqu'alors non édités en albums.
Parallèlement, sur des scénarios de Stéphane Bein, Michel Janvier dessine 930 gags de la série Les Trentenaires… pour le quotidien le Populaire du Centre. Deux recueils issus de cette série sont publiés en 2009 et 2010.
Le 1er juin 2011 sort l'album Rock'N'Vrac chez Bamboo avec des scénarios d'Erroc, Cazenove, Bloz, Garréra, Philippe Chanoinat, Jenfèvre.

### Retour aux illustrations (années 2010)
En novembre 2011, il illustre en dessins crayonnés l'ouvrage Contrechamps sur des textes de Rémy Beurion chez CPE. Chez ce même éditeur, il publie en avril 2012 Le Patois Berrichon expliqué aux enfants, ses dessins accompagnant les textes de Daniel Bernard.
En juin 2012, il réalise les planches en BD de l'album collectif Légendes du Cyclisme avec Roger Brunel et Jean-Marc Borot chez Vents d'Ouest.
En novembre 2013, il collabore à nouveau avec Roger Brunel et Jean-Marc Borot sur l'album Légendes du Sport Automobile.
Par ailleurs photographe professionnel, il expose ses clichés depuis 1989 en France, après avoir obtenu une médaille de bronze en catégorie couleur du Nikon International Photo Contest (sur 48 000 participants). Il se consacre dans un premier temps à la photographie de charme. Michel Janvier s'oriente par la suite vers la photographie de scène rock et du spectacle vivant. Ses clichés sont publiés chez l'éditeur Camion Blanc en 2010 (ouvrages sur le Heavy metal et le paganisme de Nicolas Walzer puis sur Slash sur des textes de Paul Stenning en 2011). Chez ce même éditeur, Janvier participe à l'illustration de l'ouvrage de Nicolas Bénard Metalorama en juin 2011.
En 2014, il réalise pour le groupe pétrolier Picoty Avia trois planches de bandes dessinées sur l'histoire des 24 Heures du Mans. En 2015, il réalise plusieurs affiches de festivals de bande dessinée : Saint-Rémy (Saône-et-Loire), Fabrègues (Hérault) Labourse (Pas de Calais). Il participe à l'album Puget sur Argens, une épopée provençale avec Michel Rodrigue. Il réalise également une illustration dans l'album collectif consacré à la Cité de l'automobile de Mulhouse chez l'éditeur suisse Paquet.
Une planche mettant en scène ses personnages des Musicos dans l'album collectif Les Amis de Nab paraît chez Galaktus Studios, scénarisée par Alexine Jeandel.
En automne 2015, il met en scène, sous la direction de Michel Rodrigue, ses personnages des Musicos et Rantanplan sous forme de marionnettes.
Il débute simultanément une rubrique de dessin quotidien d'actualité sur le site de la radio France Bleu Creuse et francebleu.fr jusqu'en juin 2020.
En 2016, il réalise l'affiche du Salon du livre d'Ile-de-France de Mennecy (Essonne).
Il participe en octobre 2016 à l'album Chambéry, Mémoires d'éléphants avec Michel Rodrigue et Roger Brunel. Puis en novembre 2016 Faure, 168 ans de transport toujours avec Michel Rodrigue, assisté de son fils Aurélien Janvier aux décors et d'Alexine Jeandel à la couleur.
Il réside dans le Limousin. Il anime en Creuse des ateliers d'initiation et de perfectionnement dans le domaine de la bande dessinée.
En novembre 2017, il participe à une résidence artistique et culturelle en tant que médiateur culturel rattaché à la bande dessinée, sous contrat avec la MJC de La Souterraine, la Région Nouvelle-Aquitaine, les rectorats Limousin Poitou Charentes, et la Cité internationale de la bande dessinée et de l'image d'Angoulême.
En février 2018, il publie chez Vents d'Ouest avec Brrémaud et Michel Rodrigue le tome 2 de P'tit Chabal, C'est pour moi !.
En mai 2018 sort aux Éditions Paquet Jo Siffert, biographie en BD du célèbre pilote automobile suisse, scénarisé par Olivier Marin, dans la collection « Calandre ». En juin 2018 il dessine un recueil livre-jeux d'été pour le groupe pétrolier Avia. En novembre 2018 il publie pour le groupement d'associations ANTP (Association Nationale des Téléassisteurs de Proximité) l'album La Téléassistance, ma sérénité au quotidien.
En 2019, plusieurs de ses clichés de concerts sont publiés dans l'ouvrage Le Hellfest raconté par les groupes chez Edi8.
En 2020, il intègre l'équipe Graton éditeur, pour un dossier Michel Vaillant consacré à l'histoire du Circuit de Magny-Cours qui est publié en mai 2021. Une édition augmentée est sortie en octobre 2022.
De 2021 à 2024, pour le compte de JVDH Point Image, il illustre quatre recueils collectifs sur l'histoire du Circuit de Spa-Francorchamps dédiés à l'automobile et à la moto.
En janvier 2023, le Circuit des Remparts d'Angoulême lui confie le dessin de l'affiche de l'édition 2023.
En mars 2023, sort l'album collectif "Histoires incroyables des 24 heures du Mans- Tome 2" chez l'éditeur Petit à Petit. Il y participe avec une histoire courte consacrée à Briggs Cunningham. Ce même mois, il réalise l'affiche de la réouverture du Circuit du Mas du Clos (Creuse) présentée au public présent par le pilote Henri Pescarolo.
En avril 2025 est publié l'album "François Cevert", biographie illustrée en bande dessinée du pilote français, scénarisé par Olivier Marin, aux éditions Paquet.

## Publications

### En tant que dessinateur
Les séries :
- Cadmos (sauvegarde et diffusion du patrimoine littéraire mondial) Madame Bovary;
- La Certification ? Oui, mais… (One shot) ;
- L'histoire de la porcelaine (One shot) ;
- Docteur Monge ;
- Lucky Luke (Le Ranch maudit, en 1986) ;

- Rantanplan, 13 titres ;
- Rob, Wed & Co, 3 titres[11] ;
- Les aventures de Prince de Lu, 8 titres ;
- Rock'N'Vrac ;
- Puget sur Argens, une épopée provençale;
- Légendes du Cyclisme ;
- Légendes du Sport Automobile
- Les Trentenaires, 2 titres.
- Chambéry, mémoires d'éléphant
- Faure, 168 ans de transport
- Jo Siffert
- Livre Jeux Avia été 2018
- La Téléassistance, ma sérénité au quotidien
- Dossier Michel Vaillant - Magny-Cours 1961-1991
- Dossier Michel Vaillant - Magny-Cours  1961-2021
- Spa-Francorchamps
- Spa-Francorchamps Moto
- Histoires incroyables des 24 heures du Mans - Tome 2
- François Cevert

### En tant que coloriste
La série :
- Rantanplan, couverture du Bêtisier 8 Chien d'arrêt ;
- Rock'N'Vrac ;
- Légendes du Cyclisme ;
- Légendes du Sport Automobile.

### En tant que lettreur
- Astérix :
  - La Galère d'Obélix.
  - La Rose et le Glaive
  - Astérix et Latraviata
  - Le ciel lui tombe sur la tête
  - Astérix et la Rentrée gauloise, en langues régionales

#### Livres
: document utilisé comme source pour la rédaction de cet article.
- Henri Filippini, Dictionnaire de la bande dessinée, Paris, Bordas, 1989, 731 p. (ISBN 2-04-018455-4, BNF 35065653), p. 731.
- Patrick Gaumer, « Janvier, Michel », dans Dictionnaire mondial de la BD, Paris, Larousse, 2010 (ISBN 9782035843319), p. 446. .
- Philippe Mellot, Michel Denni, Laurent Turpin et Isabelle Morzadec, « Janvier (M.) », dans Trésors de la bande dessinée BDM 2021-2022 - Catalogue encyclopédique & Argus, Paris, Les Arènes, 2020 (ISBN 9791037502582), p. 224, 349, 604, 649, 685,774, 909, 946, 972, 974, 1231. .

#### Articles
- Sylvie Berche, « L'illustrateur Michel Janvier préfère exposer à Châtelus-le-Marcheix plutôt qu'à Angoulême », La Montagne,‎ 29 janvier 2017 (lire en ligne, consulté le 26 octobre 2022)